# Uwe Kleindienst

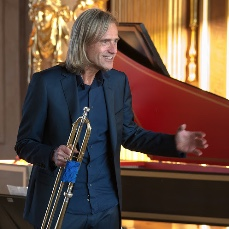

Uwe Kleindienst (* 1961 in Köln) ist ein Trompetensolist und Professor für Trompete am Leopold-Mozart-Zentrum in Augsburg.

## Leben
Uwe Kleindienst begann mit dem Trompetenspiel, als er 13 Jahre alt war. Nach dem Abitur studierte er zunächst Betriebswirtschaftslehre (BWL), da Mathematik neben der Musik seine Leidenschaft war. Kurz vor dem Vordiplom BWL nahm Uwe Kleindienst dann an der Musikhochschule in Köln und Düsseldorf ein Trompetenstudium bei Prof. Helmut Schneidewind auf. Dieser war ein Piccolo-Trompeten-Spezialist und hatte sich in seinem Unterricht dem Stil der deutschen Orchesterschule verschrieben. Nachdem er sich als Spezialist auf der Piccolotrompete u. a. mit Solopartien in Bachs Weihnachtsoratorium, h-Moll-Messe und dem 2. Brandenburgischen Konzert, schon sehr früh auch international einen Namen gemacht hatte, erspielte er sich im Alter von 23 Jahren die Position des 1. Solotrompeters im Staatsorchester der Rheinischen Philharmonie. Bereits 5 Jahre später wurde er von Wolfgang Sawallisch als koordinierter 1. Solotrompeter in das Bayerische Staatsorchester in München engagiert.
Uwe Kleindienst spielte neben seinen Festanstellungen als 1. Solotrompeter in Koblenz und München auch als Gast in vielen renommierten Orchestern in Europa und den USA. Besonders hervorzuheben sind dabei seine Arbeit im Pittsburgh Symphony Orchestra unter Lorin Maazel, bei den Münchner Philharmonikern unter Sergiu Celibidache und im Symphonieorchester des Bayerischen Rundfunks z. B. unter Maazel oder Riccardo Muti. Sein Schwerpunkt im Orchester wird von Dirigenten als „die Romantik“ bezeichnet, wobei neben den Werken Bruckners und Gustav Mahlers besonders auch die Opern von Richard Wagner und Richard Strauss zu seinem Repertoire gehören. Uwe Kleindienst musiziert regelmäßig als Gast im Orchester oder auch als Solist in oder mit diversen professionellen Kulturorchestern.
Im Jahr 2000 folgte er dem Ruf als C-4 Professor für Trompete an die Musikhochschule Nürnberg-Augsburg. Kurz zuvor wurde ihm von Generalmusikdirektor Zubin Mehta der Titel „Bayerischer Kammervirtuose“ verliehen. Parallel zu seiner Lehrtätigkeit ab dem 1. Januar 2008 am Leopold-Mozart-Zentrum für Musik der Universität Augsburg, setzte er seine solistische Karriere im In- und Ausland erfolgreich fort.

## Werke
- Der Atemkreis – Spiele BoD, 2003. ISBN 978-3833004438.
- Uwe Kleindienst (Trompete) spielt Werke von Alexander Arutjunjan – Paul Hindemith – Bohuslav Martinu – Oskar Wilhelmovitsch Böhme, Klavier: Donald Wages CD, FONO 2000, 1994.
- Uwe Kleindienst Trompetenkonzerte mit den Münchner Streichersolisten CD, Amphion, 2007.